# Blaimberg (Altfraunhofen)
Blaimberg ist ein Gemeindeteil der Gemeinde Altfraunhofen im niederbayerischen Landkreis Landshut. Die Einöde grenzt an den Gemeindeteil Scheueck an.